# Tomáš Fohler
Tomáš Fohler (* 30. ledna 1974) je český podnikatel. Byl třetinovým akcionářem a předsedou představenstva společnosti Severní energetická.
Od února 2006 do prosince 2010 byl členem dozorčí rady Agrobanky Praha v likvidaci. Od února 2007 do března 2013 působil v představenstvu společnosti Czech Coal a od října 2008 do března 2013 v představenstvu Vršanské uhelné.